# Сглаживающий оператор
Сглаживающие операторы — процедура для построения последовательности гладких функций, приближающей негладкую (обобщённую) функцию.
При этом часто используется свёртка.
Интуитивно, имея функцию с особенностями и осуществляя её свёртку со сглаживающей функцией, получаем «сглаженную функцию», в которой особенности исходной функции сглажены, хотя функция остаётся близкой к исходной функции.

## История
Сглаживающие операторы ввёл Курт Отто Фридрихс в статье 1944 года.
До этой статьи сглаживающие операторы использовал Сергей Львович Соболев в 1938 года, которая содержит доказательство неравенства Соболева, и Фридрихс признал приоритет Соболева, написав: «Эти сглаживающие операторы были введены Соболевым и автором...».

## Определение

### Современное определение (с обобщёнными функциями)
Если {\displaystyle \varphi } является гладкой функцией на {\displaystyle \mathbb {R} ^{n}}, n ≥ 1, удовлетворяющей следующим трём требованиям
(1) Функция имеет компактный носитель
(2) {\displaystyle \int _{\mathbb {R} ^{n}}\!\varphi (x)\mathrm {d} x=1}
(3) {\displaystyle \lim _{\epsilon \to 0}\varphi _{\epsilon }(x)=\lim _{\epsilon \to 0}\epsilon ^{-n}\varphi (x/\epsilon )=\delta (x)}
где {\displaystyle \delta (x)} — дельта-функция Дирака и предел должен пониматься в пространстве Шварца распределений, тогда {\displaystyle \varphi } является сглаживающим оператором. Функция {\displaystyle \varphi } может удовлетворять дополнительным условиям. Например, если она удовлетворяет
(4) {\displaystyle \varphi (x)\geqslant 0} для всех {\displaystyle x\in \mathbb {R} ^{n}}, то функция называется положительным сглаживающим оператором
(5) {\displaystyle \varphi (x)=\mu (|x|)} для некоторой бесконечно дифференцируемой функции {\displaystyle \mu :\mathbb {R} ^{+}\rightarrow \mathbb {R} }, то функция называется симметричным сглаживающим оператором.

### Замечания об определении Фридрихса
Замечание 1. Когда теория распределений не была ещё широко распространена свойство (3) выше формулировалось следующим образом: свёртка функции {\displaystyle \scriptstyle \varphi _{\epsilon }} с данной функцией, принадлежащей подходящему гильбертову или банахову пространству сходится при ε → 0  к дельта-функции, это в точности то, что писал Фридрихс. Это также объясняет, почему сглаживающие операторы связаны с аппроксимативными единицами.
Замечание 2. Как кратко указано в разделе «Исторические замечания», первоначально термин «сглаживающий оператор» обозначал следующий оператор свёртки:
{\displaystyle \Phi _{\epsilon }(f)(x)=\int _{\mathbb {R} ^{n}}\varphi _{\epsilon }(x-y)f(y)\mathrm {d} y},
где {\displaystyle \scriptstyle \varphi _{\epsilon }(x)=\epsilon ^{-n}\varphi (x/\epsilon )} и {\displaystyle \varphi } является гладкой функцией, удовлетворяющая первым трём условиям выше и одному или более дополнительным условиям, таким как положительность и симметрия.

## Пример
Рассмотрим функцию {\displaystyle \varphi }{\displaystyle (x)} от  переменной из {\displaystyle \mathbb {R} ^{n}}
{\displaystyle \varphi (x)={\begin{cases}e^{-1/(1-|x|^{2})}/I_{n}&|x|<1\\0&|x|\geqslant 1\end{cases}}},
где константа {\displaystyle I_{n}} обеспечивает нормализацию.
Легко видеть, что эта функция является бесконечно дифференцируемой (хотя неаналитической) с обращающейся в ноль производной для |x| = 1.
Поэтому функция {\displaystyle \varphi } можно взять как ядро сглаживающего оператора описаного выше.
Легко видеть что {\displaystyle \varphi }{\displaystyle (x)} определяет положительный симметричный сглаживающий оператор.

## Свойства
Все свойства сглаживающего оператора связаны с его поведением при операции свёртки — мы перечислим те, доказательство которых можно найти в любой книге по теории распределений.

### Свойства сглаживания
Для любого распределения {\displaystyle T} следующее семейство свёрток, индексированное вещественным числом {\displaystyle \epsilon },
{\displaystyle T_{\epsilon }=T\ast \varphi _{\epsilon }},
где {\displaystyle \ast } означает свёртку, является семейством гладких функций.

### Аппроксимативная единица
Для любого распределения {\displaystyle T} , следующее семейство свёрток, индексированное вещественным числом {\displaystyle \epsilon }, сходится к {\displaystyle T}
{\displaystyle \lim _{\epsilon \to 0}T_{\epsilon }=\lim _{\epsilon \to 0}T\ast \varphi _{\epsilon }=T\in D^{\prime }(\mathbb {R} ^{n})}

### Носитель свёртки
Для любого распределения {\displaystyle T},
{\displaystyle \mathrm {supp} T_{\epsilon }=\mathrm {supp} (T\ast \varphi _{\epsilon })\subset \mathrm {supp} T+\mathrm {supp} \varphi _{\epsilon }},
где {\displaystyle \mathrm {supp} } означает носитель распределения, а {\displaystyle +} означает сумму Минковского.

## Приложения
Основное приложение сглаживающих операторов — доказательство верности свойств негладких функций, которые верны для гладких функций:

### Произведение распределений
В некоторых теориях обобщённых функций сглаживающие операторы используются для определения произведения распределений. А именно, если даны два распределения {\displaystyle S} и {\displaystyle T}, предел произведения гладкой функции и распределения
{\displaystyle \lim _{\epsilon \to 0}S_{\epsilon }\cdot T=\lim _{\epsilon \to 0}S\cdot T_{\epsilon }{\overset {\mathrm {def} }{=}}S\cdot T}
определяет (если он существует) произведение распределений в различных теориях обобщённых функций.

### Теоремы «Слабый=Сильный»
Очень неформально — сглаживающие операторы используются для доказательства равенства двух различных видов расширений дифференциальных операторов — сильного расширения и слабого расширения. Статья Фридрихса иллюстрирует эту концепцию довольно хорошо, однако большое число технических деталей, которые потребуется раскрыть, не позволяют полностью привести эту концепцию в нашем кратком описании.

### Гладкие обрезающие функции
Путём свёртки характеристической функции единичного шара {\displaystyle B_{1}=\{x:|x|<1\}} с гладкой функцией {\displaystyle \varphi _{1/2}} (определённой как в уравнении (3) с {\displaystyle \scriptstyle \epsilon =1/2}), получаем функцию
{\displaystyle \chi _{B_{1},1/2}(x)=\chi _{B_{1}}\ast \varphi _{1/2}(x)=\int _{\mathbb {R} ^{n}}\!\!\!\chi _{B_{1}}(x-y)\varphi _{1/2}(y)\mathrm {d} y=\int _{B_{1/2}}\!\!\!\chi _{B_{1}}(x-y)\varphi _{1/2}(y)\mathrm {d} y\ \ \ (\because supp(\varphi _{1/2})=B_{1/2})},
которая является гладкой, равняется {\displaystyle 1} на {\displaystyle B_{1/2}=\{x:|x|<1/2\}}, с и носитель которой содержится в {\displaystyle B_{3/2}=\{x:|x|<3/2\}}. Это легко видеть, если принять во внимание, что при {\displaystyle |x|} ≤ {\displaystyle 1/2} и {\displaystyle |y|} ≤ {\displaystyle 1/2} выполняется {\displaystyle |x-y|} ≤ {\displaystyle 1}. Отсюда, для {\displaystyle |x|} ≤ {\displaystyle 1/2},
{\displaystyle \int _{B_{1/2}}\!\!\!\chi _{B_{1}}(x-y)\varphi _{1/2}(y)\mathrm {d} y=\int _{B_{1/2}}\!\!\!\varphi _{1/2}(y)\mathrm {d} y=1}.
Легко понять, как это построение может быть обобщено для получения гладкой функции, равной единице в окрестности заданного компактного множества и равной нулю в любой точке, расстояние от которой до этого множества больше заданного {\displaystyle \scriptstyle \epsilon }. Такая функция называется (гладкой) обрезающей функцией — такие функции используются для вырезания особенностей данной (обобщённой) функции путём умножения. Умножение на такую функцию не меняет значения (обобщённой) функции только на заданном множестве, но меняет носитель функции.